# Higden
Higden – miasto w Stanach Zjednoczonych, w stanie Arkansas, w hrabstwie Cleburne.